# Хайруліна Василина Миколаївна
Василина Миколаївна Хайруліна (нар. 19 травня 1943, село Киянка Новоград-Волинський район Житомирська область) — українська вчителька, заслужений працівник освіти України, кандидат педагогічних наук, член-кореспондент НАПН України, директор Українського колежу імені В. О. Сухомлинського (1988—2016), авторка понад 135 наукових праць.

## Біографія
Народилася 19 травня 1943 року у селі Киянка Житомирської області. У 1960—62 навчалась акторської майстерності у Карагандинській студії телебачення. 8 серпня 1966 року вийшла заміж за військовослужбовця, Михайла Григоровича Хайруліна.
Закінчила Рівненський державний педагогічний інститут ім. Д. З. Мануїльського, факультет початкового навчання (1969), у 1995 році захистила кандидатську дисертацію: «Організаційно-педагогічні основи функціонування Українського колежу».

### Кар'єра
Розпочала свою трудову діяльність майстром із пошиття жіночого одягу в ательє мод в місті Караганда.
Починаючи з літа 1962 року працювала старшою піонервожатою та вчителем української мови у Киянській середній школі.
У 1964 році вступила на вечірнє відділення Рівненського педагогічного інституту ім. Д. З. Мануїльського і продовжила вчителювати в СШ № 15 і СШ № 12 м. Рівне.
На період навчання чоловіка подружжя переїхало до Москви, де Василина працювала старшим інструктором по роботі із сім'ями в академії ВКАХЗ ім. Тимошенка (1972—1976).
З 1976 по 1980 рік працює у СШ № 5 міста Біла Церква, спочатку вчителем початкових класів, а згодом заступником директора.
У 1980 році переїхала до Києва, де два роки працювала вчителем початкових класів у с/ш № 65.
За місцем служби чоловіка переїхала до міста Цоссен (НДР) та продовжила трудову діяльність заступником директора з навчально-виховної роботи. У 1987 році повертається з родиною в Київ.
З 1987 по 1988 рік обіймала посаду заступника директора з навчально-виховної роботи середньої школи № 204 Дніпровського району м. Києва.
1988 року пройшла конкурс та призначена директором Експериментальної школи-лабораторії Київського державного педагогічного інституту ім. М. Горького (нині Національний педагогічний університет ім. Михайла Драгоманова) № 272 Дніпровського району м. Києва.
1997 році обрана членом-кореспондентом Національної академії педагогічних наук України.
З 1990  — член правління Товариства спілки учителів України.
Здобувши перемогу у конкурсі «Партнери в освіті», організованого Бюро у справах освіти та культури Державного департаменту США, проходить стажування в Сполучених Штатах Америки (вересень — жовтень 2000 року).

## Почесні звання
- 1970 р. — медаль «За трудову доблесть»
- 1986 р. — відзнака Відмінник народної освіти
- 1988 р. — «Почесна Грамота Верховної Ради СРСР»
- 2001 р. — Почесна грамота Міністерства освіти і науки України
- 5 травня 2003 р. — Почесна грамота Верховної Ради України
- 27 травня 2004 р. — Заслужений працівник освіти України[6]
- 2005 р. — відзнака «Відмінник столичної освіти»
- Травень 2006 р. — Орден святого рівноапостольного князя Володимира (УПЦ МП)
- 2 листопада 2006 р. — Почесна Грамота Міністерства освіти і науки України «Василь Сухомлинський»